# Отрадное (Волгоградская область)
Отрадное — посёлок в составе городского округа город Михайловка Волгоградской области.
Население — 1889 (2010)

## История
В 1763 году Император Пётр III передал во владения Михаила Себрякова местечко между Медведицей и Кабылинкой, богатое плодородными землями, рыбой, ягодами, удобное для земледелия и скотоводства. Этому месту владелец дал название Отрадное. Здесь поселилась внучка Михаила Себрякова, в замужестве Чернышова Анна Васильевна. Перед революцией помещица покинула свою усадьбу, на базе её хозяйства (три деревянных дома, две кухни, два летника, коровник, кузница, рубленый амбар, птичник, кирпичное депо, два флигеля, церковь).
В 1954 году Катасоновский и Отрубский сельсоветы были объединены в один Катасоновский сельский Совет, центр хутор Катасонов, с включением в Катасоновский сельский Совет, в том числе центральной усадьбы совхоза «Отрадное». В 1960 году в составе Михайловского района был образован Отрадненский сельсовет, в состав сельсовета была включена территория в границах земель совхоза «Отрадное» Ильменского сельсовета со всеми находящимися населёнными пунктами.
В составе городского округа город Михайловка — с 2012 года

## География
Посёлок в степной местности, в балке Кобылинке, примерно в 4 км от реки Медведицы. Высота центра населённого пункта около 75 метров над уровнем моря. К северо-востоку и западу от балки возвышаются холмы высотой до 100—130 метров над уровнем моря. В пойме Медведицы — пойменный лес.
Ландшафт суббореальный умеренно континентальный, типично-степной, аллювиально-аккумулятивный. Для местности, в которой расположен посёлок, характерны равнины плоские, волнистые (комплекс высоких террас), в придолинных частях с многочисленными оврагами и балками, с сельскохозяйственными землями, участками придолинных байрачных широколиственно-сосновых лесов и травяных болот. Почвы — чернозёмы южные, в пойме Медведицы — пойменные нейтральные и слабокислые.
Географическое положение
По автомобильным дорогам расстояние до административного центра городского округа города Михайловки — 11 км, до областного центра города Волгограда — 190 км.
Климат
Климат умеренный континентальный (согласно классификации климатов Кёппена — Dfa). Многолетняя норма осадков — 412 мм. Наибольшее количество осадков выпадает в июне — 48 мм, наименьшее в феврале и марте — по 22 мм. Среднегодовая температура положительная и составляет + 7,3 °С, средняя температура самого холодного месяца января −8,7 °С, самого жаркого месяца июля +22,5 °С.
Часовой пояс
Отрадное, как и вся Волгоградская область, находится в часовой зоне МСК (московское время). Смещение применяемого времени относительно UTC составляет +3:00.

## Население
Динамика численности населения по годам:
| 1987  | 2002 |
| ----- | ---- |
| ≈1100 | 1757 |

| 2010 |
| ---- |
| 1889 |

## Инфраструктура
Было развито сельское хозяйство.
В 1926 году и был создан совхоз «Отрадное».
С 1928 года совхоз «Отрадное» — в составе Михайловского района Хопёрского округа (упразднён в 1930 году) Нижне-Волжского края (с 1934 года — Сталинградского края, с 1936 года — Сталинградской области, с 1961 года — Волгоградской области). В 1935 году совхоз относился к Отрубскому сельсовету.

## Транспорт
Близ посёлка проходят автодороги «Каспий» Р22 и Михайловка — Серафимович.